# Juan Martín Hernández

a Compétitions nationales et continentales officielles uniquement.

b Matchs officiels uniquement.
Dernière mise à jour le 3 avril 2018.
Juan Martín Hernández, né le 7 août 1982 à Buenos Aires (Argentine), est un international argentin de rugby à XV. Évoluant aux postes d'arrière, centre ou demi d'ouverture, son meilleur résultat avec sa sélection est une troisième place lors de la coupe du monde 2007 disputée en France. 
Après avoir débuté en Argentine, il rejoint la France pour évoluer avec le Stade français, remportant deux titres de champion de France et disputant une autre finale. Il est également finaliste de la Coupe d'Europe 2005. Il signe ensuite un contrat avec la Natal Rugby Union en Afrique du Sud, disputant la Currie Cup avec les Natal Sharks. Puis il retrouve le championnat de France au sein d'un autre club parisien, le Racing Métro 92. En 2015, il rejoint le Rugby club toulonnais. Il rejoint ensuite la franchise des Jaguares, qui vient d'être admise au Super rugby, où il termine sa carrière en 2018.
Surnommé El Mago (le magicien), il est pendant une période considéré comme l'un des meilleurs demis d'ouverture au monde, et est introduit au Temple de la renommée World Rugby en 2023.

## Biographie

### Stade français
C'est face au Paraguay que Juan Martín Hernández obtient sa première cape, au poste d'arrière, lors d'une rencontre remportée 144 à 0 où il inscrit un essai et deux transformations. Une semaine plus tard, il joue au même poste face à l'Uruguay. En juin, il dispute deux rencontres face à l'équipe de France, d'abord en tant que remplaçant, puis titulaire lors du deuxième test, où il inscrit un essai. Avec deux victoires, 10 à 6 puis 33 à 32, l'Argentine remporte sa première série de test face à l'une des nations majeures du rugby à XV. Lors de sa cinquième cape, il concède sa première défaite avec les Pumas, face aux Springboks, à Port Elizabeth en Afrique du Sud où il inscrit un nouvel essai. En août, il affronte le Canada. Il est sélectionné parmi les trente joueurs retenus pour la Coupe du monde. Lors de celle-ci, il dispute trois rencontres, face à l'Australie, défaite 24 à 8, la Namibie et la Roumanie, deux victoires 67 à 14 et 50 à 3. Bien que remplaçant, il ne rentre pas en jeu lors de la défaite 16 à 15 face à l'Irlande, l'Argentine terminant à la troisième place de son groupe.
En octobre, il signe pour le club parisien du Stade français, qui contient dans son effectif deux autres joueurs des Pumas, Agustín Pichot et Nani Corleto. Il inscrit un essai, grâce à une passe de son compatriote Agustín Pichot, lors de sa première rencontre de Coupe d'Europe, lors de l'édition 2003-2004 face aux Leicester Tigers, rencontre remportée sur le score de 26 à 15. Il dispute trois rencontres de poule, dont le Stade français termine en tête, puis le quart de finale face aux Irlandais du Munster, le club parisien s'inclinant sur le score de 37 à 32. En France, Hernández dispute six rencontres de la première phase du championnat, puis huit lors des phases suivantes, les six de la poule finale et les deux rencontres de phase finale. Il inscrit un essai lors de la victoire 31 à 21 en demi-finale face à Bourgoin-Jallieu. En finale, le Stade français s'impose 38 à 20 face à l'USA Perpignan grâce à 20 points de Diego Domínguez. Initialement retenu dans le groupe des Pumas devant affronter les Gallois en Argentine, il ne dispute finalement aucune de ces deux rencontres.
Il dispute trois tests en novembre avec sa sélection, victoire face à la France, quatrième victoire consécutive des Pumas sur les Français, défaite face à l'Irlande à Lansdowne Road et face aux Springboks à Buenos Aires.
Pour la première édition de la poule unique du championnat, Hernández dispute dix rencontres, inscrivant 35 points, quatre essais, trois pénalités et trois transformations. Privé d'une partie de la saison, en raison d'une fracture de la malléole externe spiroïde de la cheville gauche lors de la dernière journée de Coupe d'Europe face aux Anglais de Gloucester, il fait son retour sur les terrains en fin de saison. Il dispute la finale de la Coupe d'Europe face au Stade toulousain à Murrayfield, ce dernier club s'imposant 18 à 12 après prolongation. Absent lors de la demi-finale du championnat où le Stade français prend sa revanche en s'imposant 23 à 18, il dispute la finale face au Biarritz olympique, remplacé à la 28e minute par Mirco Bergamasco, rencontre remportée par le club basque par 34 à 37 après prolongation.
Durant la saison 2005-2006, il dispute trois tests en novembre avec les Pumas, défaite 34 à 23 face aux Springboks, victoire 23 à 19 face à l'Écosse et 39 à 22 face à l'Italie. Il dispute cinq rencontres de coupe d'Europe pour un bilan personnel de 40 points, un essai, face aux Ospreys, six pénalités, un drop et sept transformations. En championnat, où il joue lors de 19 rencontres, inscrivant 83 points, deux essais, douze pénalités, cinq drops et onze transformations, il dispute la demi-finale à Lyon face au Stade toulousain, ce dernier club s'imposant 12 à 9.
En juin, il dispute trois tests avec les Pumas, au poste d'arrière, deux victoires face aux Gallois 27 à 24 puis 45 à 27, et une défaite 25 à 19 face aux All Blacks. 

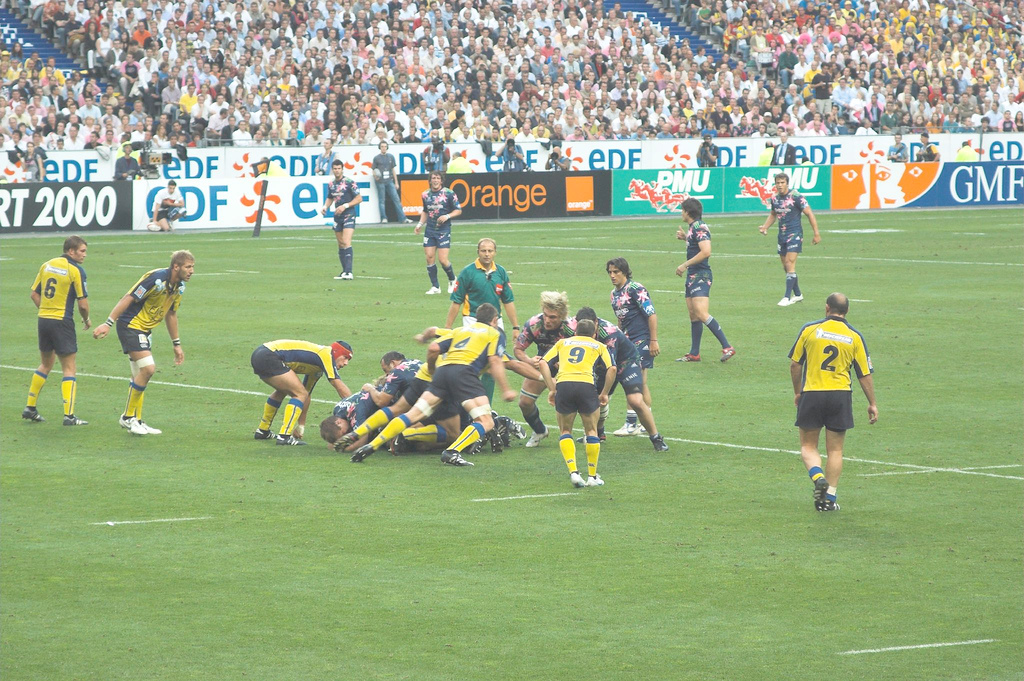
Finale du Top 2007.

Il participe à la première victoire, lors des confrontations opposant l'Angleterre aux Pumas à Twickenham, ces derniers s'imposant sur le score de 25 à 18. La semaine suivante, il participe à la victoire à Rome face à l'Italie. Lors du dernier match de cette tournée de novembre, l'Argentine s'incline à Paris face à la France sur le score de 27 à 26 avec un essai de Hernández à la 72e minute. 
Il dispute quatre des six rencontres de poule de Coupe d'Europe, inscrivant un essai lors du match nul chez les Ospreys. Le Stade français, premier de son groupe, affronte en quart de finale les Anglais des Leicester Tigers. Il inscrit son deuxième essai européen de la saison, mais le club français s'incline 22 à 21. Vers la fin de saison, Fabien Galthié lui confie la place d'ouvreur, six titularisations sur les dix-neuf matchs de Top 14 qu'il dispute. Parmi celles, il dispute la demi finale face à Biarritz, victoire 18 à 6, rencontre où il s'avère décevant selon les spécialistes, mauvais choix dans des tentatives de drops, fautes de main et surtout une expulsion temporaire,. Lors de la finale face à Clermont, il inscrit 13 points, trois pénalités et deux transformations, dont celle-ci de l'essai de Radike Samo à la 78e minute qui donne le titre de champion de France à son équipe.

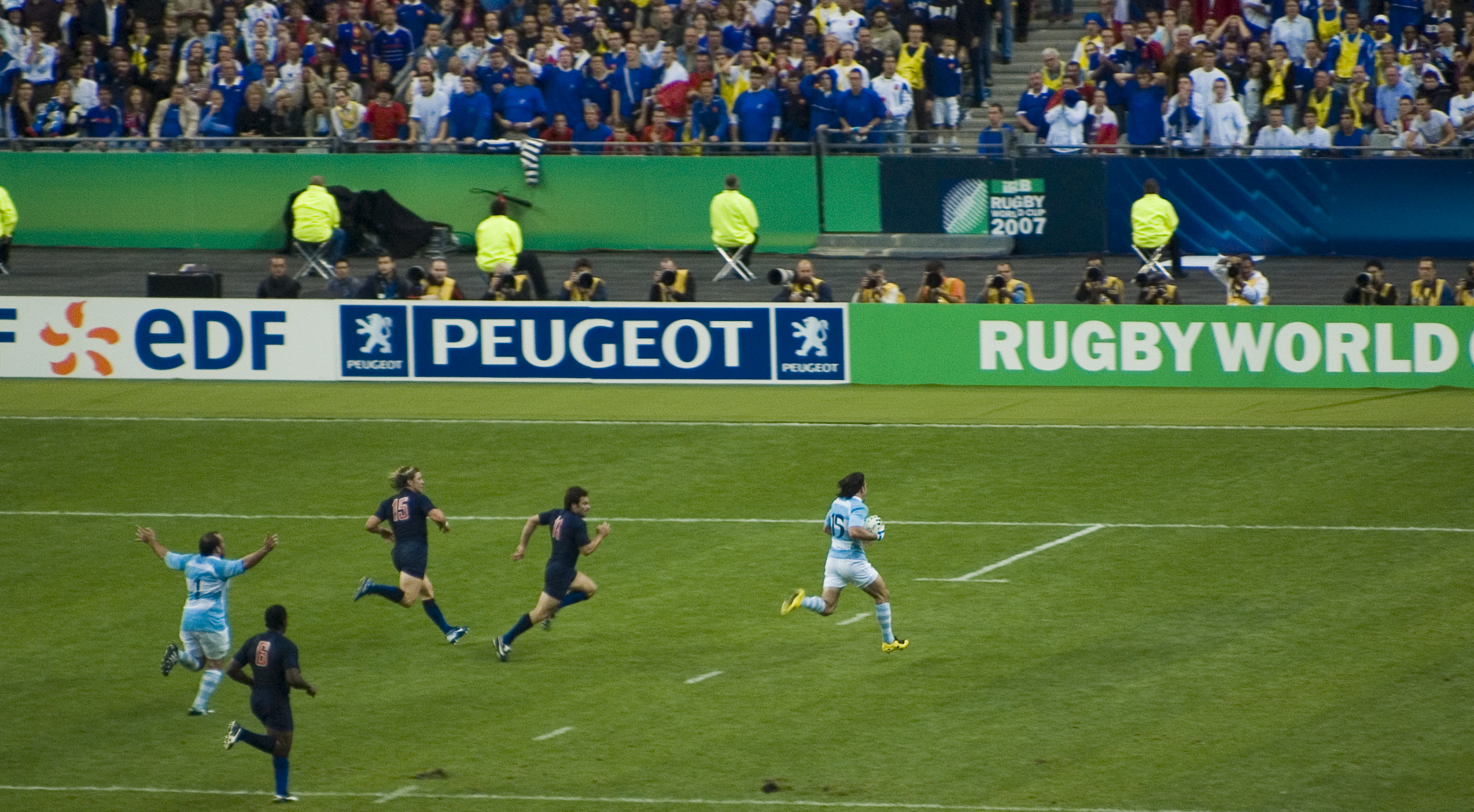
Corleto inscrivant un essai pour l'Argentine face à la France lors de la Coupe du monde 2007.

Pour le match d'ouverture de la Coupe du monde disputée en France, le sélectionneur argentin Marcelo Loffreda l'aligne au poste d'ouvreur face aux Français, son adversaire direct étant son coéquipier au Stade français david Skrela. Les Argentins, malgré deux échecs de leur ouvreur dans des tentatives de drop, mènent rapidement 14 à 3 grâce à trois pénalités de Felipe Contepomi et un essai en contre de Corleto avant de s'imposer sur le score de 17 à 12. Après une nouvelle victoire face à la Géorgie, il est absent face à la Namibie en raison d'une blessure. Il est toutefois présent pour le match décisif face à l'Irlande où il inscrit trois drops lors de la victoire 30 à 15,. En quart de finale face aux Écossais, il porte la marque à 19 à 6 grâce à un drop, les Argentins obtenant la qualification pour une demi-finale en s'imposant 19 à 13. Les Argentins s'inclinent lors de celle-ci face aux Springboks sur le score de 37 à 13. Les Argentins confirment ensuite leur victoire du premier tour face aux Français en obtenant une troisième place mondiale grâce à une victoire 34 à 10.
Des rumeurs persistantes révèlent l'intérêt du club de Leicester envers Juan Martín Hernández. Le club anglais, bien que ne désirant pas racheter les deux dernières années de contrat du joueur parisien, l'approche avec des arguments intéressant pour celui-ci : un salaire annuel de 700 000 € - il touche alors un salaire mensuel de 30 000 € depuis le renouvellement de contrat en 2006 ce qui constitue le plus gros salaire du Stade Français -, la promesse d'évoluer à l'ouverture et l'arrivée du sélectionneur argentin Marcelo Loffreda. Fin octobre, le président parisien Max Guazzini annonce que Hernández reste à Paris.
En fin de saison, il fait partie des cinq derniers candidats retenus pour le titre de meilleur joueur du monde IRB avec son compatriote Felipe Contepomi, le Français Yannick Jauzion, le Néo-Zélandais Richie McCaw et le Sud-Africain Bryan Habana, le titre étant finalement attribué à ce dernier. Un mois plus tard, il se voit décerner le titre d'Oscar d'or de la saison 2006-2007 par le journal Midi olympique.
C'est face à Bayonne, en novembre, qu'il fait son retour sous le maillot de Stade français. Titularisé principalement au poste d'ouvreur, onze titularisations sur ses 19 apparitions en Top 14, il inscrit 227 points, cinq essais, 40 pénalités, 12 drops et 23 transformations. Il inscrit huit des treize points parisien lors de la défaite 31 à 13 en demi-finale face au Stade toulousain. En Coupe d'Europe, il ne participe qu'à deux matchs de poule, inscrivant un total de deux pénalités. 
En juin, il inscrit deux drops lors d'une défaite avec les Pumas face à l'Italie. Lors de cette rencontre, il est victime d'une fracture du pouce. Opéré en Argentine, il commence sa saison 2008-2009 en septembre à l'occasion d'une rencontre de Top 14 face à Perpignan. Il dispute sept rencontres de championnat, et deux rencontres de Coupe d'Europe, avant de retrouver les Pumas. La rencontre face aux Français à Marseille se solde par une défaite 12 à 6. Une semaine plus tard, il est de nouveau le demi d'ouverture de la sélection argentine qui s'impose face à l'Italie lors d'une victoire 22 à 14, ce qui met un terme à quatre défaites consécutives des Argentins. Blessé lors de l'échauffement, il ne dispute pas le test face à l'Irlande la semaine suivante. 
Il dispute trois autres rencontres de poule en Coupe d'Europe, le Stade français, deuxième derrière les Cardiff Blues, ne parvenant pas à se qualifier. En championnat, où il dispute finalement seize rencontres, il inscrit 79 rencontres, trois essais, onze pénalités, neuf drops et deux transformations. C'est de nouveau en demi-finale que le Stade français termine sa saison, face à l'USA Perpignan qui s'impose 25 à 21.

### Afrique du Sud
Juan Martín Hernández dispute en juin deux tests avec l'Argentine, face aux Anglais, inscrivant 15 points lors de la défaite 37 à 15 de Manchester puis 14 points lors de la victoire 24 à 22 à Salta.
Après cette saison, son départ est de nouveau annoncé ; plusieurs clubs du championnat de France sont cités parmi les prétendants : Bayonne, le Racing, Toulon. Il signe finalement en juillet 2009 avec la Natal Rugby Union, afin de disputer la Currie Cup avec les Natal Sharks et le Super 12 avec les Sharks. Il fait rapidement ses débuts avec les Natal Sharks contre les Leopards. Lors d'une victoire 29 à 24 face aux Blue Bulls , il inscrit 24 points, dont son premier essai, quatre pénalités un drop et deux transformations. Bien que blessé au dos, il continue de jouer. En demi-finale, face aux Free State Cheetahs, les Sharks s'inclinent à domicile sur le score de 23 à 21, Hernández inscrivant un drop. Lors de première saison de Currie, il dispute neuf rencontres, inscrivant soixante points : un essai, neuf pénalités, quatre drops et huit transformations.
Sa blessure au dos le contraint à déclarer forfait pour les trois tests que dispute l'Argentine en novembre,. 
Début janvier, les Sharks annoncent que Juan Martín Hernández doit se faire opérer et qu'il ne disputera ainsi aucune rencontre de Super 12. Opéré du dos en janvier, il entre en rééducation pour une période prévue de trois mois.

### Racing
Longtemps annoncé au Racing Métro 92, Juan Martín Hernández signe finalement avec le club francilien en mai 2010. C'est lors de la troisième journée de saison suivante de Top 14, lors d'un déplacement face à Toulon, que le directeur sportif Pierre Berbizier fait appel à lui pour la première fois, dans un rôle de remplaçant. De nouveau remplaçant la semaine suivante face à Clermont, il est titularisé lors de la rencontre au Stade Pierre-Antoine du Castres olympique, rencontre où il inscrit quatre pénalités, une transformation, puis un drop après la sirène de la fin du match qui permet à son équipe d'obtenir un bonus défensif grâce à la défaite sur le score de 31 à 25.
Blessé, il est absent lors du premier déplacement en Coupe d'Europe chez les Irlandais du Leinster. C'est face aux Anglais des Saracens qu'il dispute sa première rencontre européenne avec le Racing : il inscrit son premier essai avec son nouveau club après une erreur d'un adversaire qui échappe le ballon en voulant sauver une touche. Il est également titulaire lors des trois derniers matchs de poule, trois défaites à Paris face au Saracens, à Clermont et de nouveau à Paris face au Leinster. Lors de cette dernière défaite 36 à 11, il inscrit six points grâce à deux pénalités.
Toujours titularisé au poste d'ouvreur, il inscrit un essai face à Castres qui assure l'écart et la victoire à son équipe. Victime d'une rupture du ligament croisé antérieur lors du match face à Bourgoin-Jallieu, il est privé de la fin de saison. Lors de celle-ci, il dispute dix rencontres de Top 14, inscrivant un essai, sept pénalités, un drop et deux transformations. Malgré les efforts d'Hernández pour accélérer sa rééducation, le sélectionneur argentin Santiago Phelan doit renoncer à le sélectionner pour la coupe du monde.
Il fait son retour à la compétition lors de la septième journée de Top 14 face à Bordeaux. Il dispute dix-sept des vingt-six rencontres de la phase régulière, tous en tant que titulaire, inscrivant un seul essai, lors de la rencontre face au Lyon OU, rencontre où il inscrit également trois pénalités et deux transformations. En barrage face à Toulon, il inscrit une pénalité, puis alors que Toulon mène 14 à 13, une autre de ses tentatives échoue sur le poteau. Toulon se qualifie avec une victoire 17 à 13. Sur la saison, il inscrit 35 points, un essai, sept pénalités, un drop et trois transformations. En coupe d'Europe, les chances de qualifications sont réduites à zéro après trois défaites lors des trois premières journées, dont deux à domicile. Hernández est titulaire lors de ces trois rencontres, et lors de la cinquième journée, nouvelle défaite à domicile. Son bilan personnel sur cette compétition est de neuf points, un drop et trois transformations.

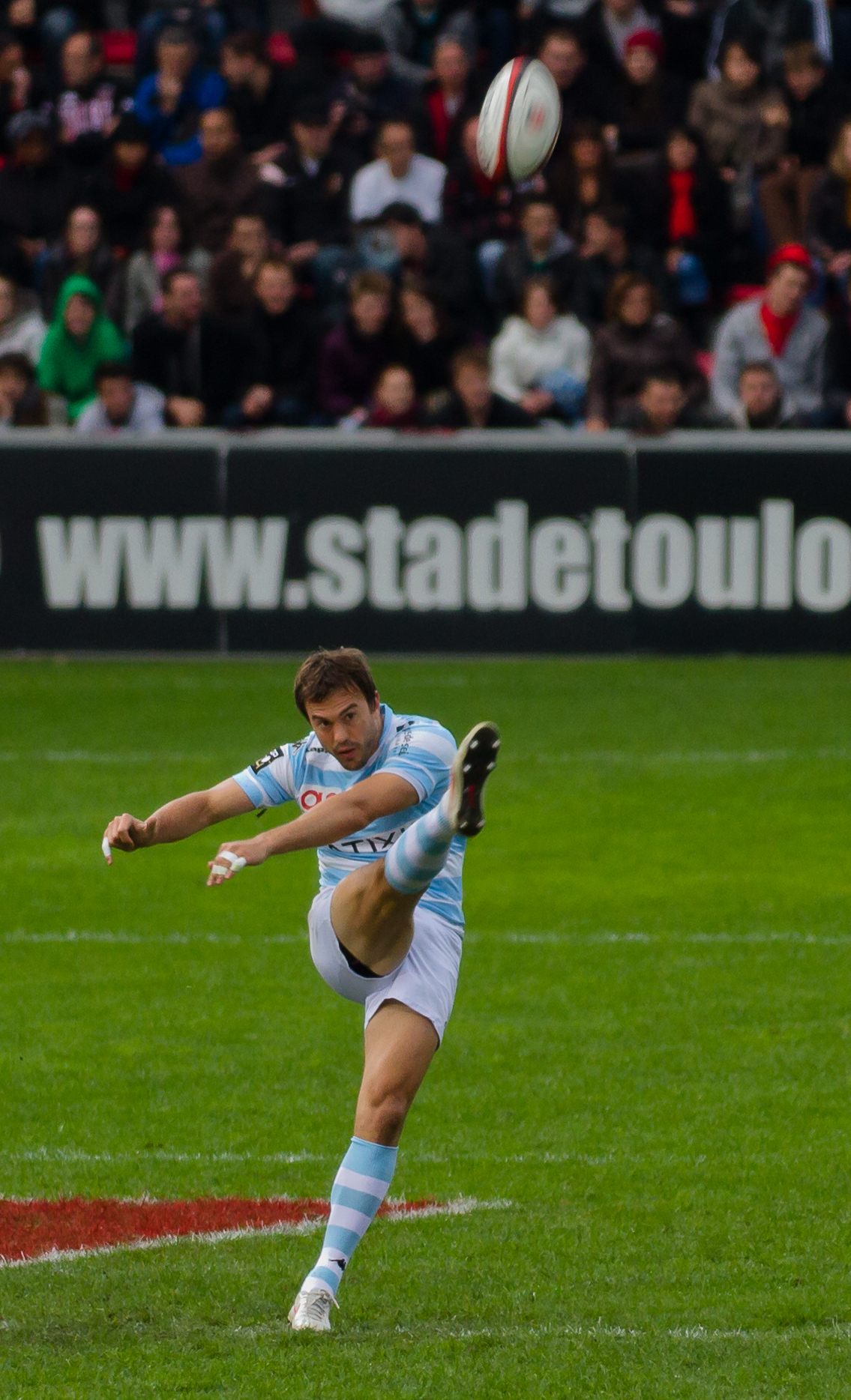
Rencontre Stade toulousain-Racing en 2012.

Après avoir retrouvé son club pour deux rencontres de la saison 2012-2013 de top 14, face à l'USA Perpignan et le Stade toulousain, et deux de coupe d'Europe face aux Irlandais du Munster et aux Anglais des Saracens, il joue à nouveau avec les Pumas lors des matchs de novembre, d'abord face au pays de Galles. Blessé lors de la victoire face à cet adversaire, il doit déclarer forfait pour le match suivant face aux Français. Il fait son retour pour le dernier match, face aux Irlandais, ces derniers s'imposant 46 à 24. Avec le Racing, il dispute les trois rencontres suivantes de Coupe d'Europe, deux victoires face à Édimbourg et une défaite face aux Saracens qui met un terme aux possibilités de qualification. Malgré son absence en début de saison en raison du Rugby Championship, il dispute dix-sept rencontres de Top 14, inscrivant onze points, un essai et deux pénalités. Comme lors de toutes les rencontres de championnat, Il est titulaire lors de la défaite 33 à 19 en barrage face au Stade toulousain. En fin de saison, il dispute un match avec les Barbarians, inscrivant le deuxième essai des Baa-baas qui s'imposent face aux Anglais sur le score de 39 à 29. 
Il enchaine avec une nouvelle participation au The Rugby Championship. Lors de la première journée, une lourde défaite à Soweto sur le score de 73 à 13 face aux Springboks, il se blesse et doit déclarer forfait pour le match retour à Mendoza. Il retrouve les Pumas pour les quatre dernières journées, quatre défaite, rencontre où il est aligné au poste d'arrière et n'inscrit aucun point. En raison d'une déchirure à la cuisse, il est absent pour les matchs de novembre face à l'Angleterre, le pays de Galles et l'Italie. Avant cette blessure, il dispute ses premières rencontres de la saison avec le Racing, d'abord le match victorieux face à Clermont lors de la première journée de Coupe d'Europe, puis en Top 14 face au Stade français. En décembre, après sa blessure, il est présent lors des deux défaites face aux Harlequins, d'abord à Nantes dans un match délocalisé, puis en Angleterre. Déjà éliminé, la Racing perd les trois dernières rencontres de poule, tous disputés par Hernandez. En championnat de France, il dispute un total de douze rencontres, inscrivant 25 points, trois pénalités, quatre drops et deux transformations.
En juillet 2014, Juan Martin Hernandez décide de rompre son contrat avec le Racing Métro 92 pour se consacrer pleinement à son équipe nationale. Avec celle-ci il participe au Rugby Championship. Après avoir du déclarer forfait pour la première rencontre face aux Springboks, il est aligné au poste de premier centre, pour la première fois de sa carrière en sélection, lors de la rencontre face à ce même adversaire, mais en Argentine. Il inscrit un drop lors de la courte défaite des Pumas. C'est à ce poste de centre qu'il dispute les quatre derniers tests de la compétition, trois défaites, mais également une victoire lors de la dernière rencontre, face aux Wallabies, première victoire argentine dans cette compétition.

### Toulon
Avec le départ prévu de James O'Connor pour l'Australie, et la blessure de Frédéric Michalak, le Rugby club toulonnais annonce en septembre la signature de Juan Martín Hernández. Avant de rejoindre le club varois, Hernández dispute la fin du Rugby Championship, puis les matchs de novembre avec l'Argentine. Après une défaite face à l'Écosse, l'Argentine s'impose face à l'Italie et la France, rencontre où Hernández inscrit l'un des quatre drops argentins, les trois autres étant réussis par l'ouvreur Nicolás Sánchez lors d'une victoire 18 à 13.
Le retour de Hernández en Top 14 est effectif en janvier avec une première rencontre en tant que remplaçant face à Montpellier. Il obtient sa première titularisation à Mayol face au Racing Metro 92 : titularisé au poste de no 10, il réussit un grand match, s'avérant notamment décisif sur un essai de Leigh Halfpenny. Il dispute les rencontres face à Bayonne, l'Union Bordeaux Bègles, le Lyon OU, et le Stade toulousain.
Pour le quart de finale de Coupe d'Europe face aux London Wasps, il doit rester en tribune, Bernard Laporte lui préférant Michalak et alignant Matt Giteau, de retour de blessure, parmi les remplaçants. Il n'est pas retenu pour la demi-finale face aux Irlandais du Leinster. Avec le forfait pour une blessure à la main de Maxime Mermoz, il se voit offrir une place de titulaire en tant que premier centre pour la finale face à Clermont. Le club varois remporte sa troisième Coupe d'Europe consécutive en s'imposant sur le score de 24 à 18. 
Il est préféré à Mermoz pour le poste de centre lors de la demi-finale face au Stade français. Malgré un coup de pied du bord de touche qui permet à Drew Mitchell d'inscrire le premier essai de la rencontre, il est sorti à la mi-temps par Bernard Laporte, au profit de Mermoz.

### Jaguares
En août, lors du Rugby Championship 2015, il participe à la victoire historique des Pumas face aux Springboks à Durban sur le score de 37 à 25, inscrivant 11 points répartis en quatre transformations et une pénalité. Il dispute cinq rencontres de la coupe du monde, dont la défaite 26 à 16 contre les All blacks. Il inscrit un essai lors de la victoire contre la Namibie. Il participe à la victoire en quart de finale face à l'Irlande, puis à la défaite 29 à 15 contre les Wallabies. Blessé, il ne participe pas à la défaite face aux Springboks lors du match pour la troisième place.
En 2016, il figure parmi les trente premiers joueurs en contrat avec les Jaguares, nouvelle franchise admise au Super rugby, désormais composé de 18 équipes. Lors de cette première saison, il inscrit un essai lors de la rencontre contre les Southern Kings, deuxième victoire des Jaguares dans la compétition. Il inscrit un deuxième essai lors de cette saison, lors de la défaite 34 à 8 à Bueno Aires contre les Highlanders. La franchise argentine termine avec un bilan de quatre victoires en quinze rencontres. Juan Martín Hernández dispute neuf rencontres, toutes en tant que titulaire, ajoutant deux transformations et trois pénalités à ses deux essais. Avant le Rugby Championship 2016, il joue lors de deux tests contre l'Italie puis contre la France, deux victoires. Les deux premières journée du Rugby Championship opposent les Pumas aux Springboks, victoire de ces derniers à Nelspruit et victoire des Pumas 26 à 24 à Salta avec pénalité et un drop de Hernandez. Ce dernier joue une troisième rencontre de la compétition, une défaite en Nouvelle-Zélande. Lors des tests d'automne, il participe aux tests contre le pays de Galles, un essai lors de la défaite 24 à 20, contre l'Écosse, défaite 19 à 16 et contre l' d'Angleterre, défaite 27 à 14 où il transforme les deux essais argentin.
Lors de la saison 2017, il inscrit 42 points, six pénalités et douze transformations, participant à sept des quinze rencontres, dont quatre titularisations. Les Jaguares progressent, passant de la 13e place à la dixième place avec sept victoires. En juin, il retrouve les Pumas pour deux confrontations face aux Anglais, deux défaites 34 à 38 à San Juan où il inscrit trois points sur un drop, et 5 à 35 à Santa Fé. Lors de la première rencontre du Rugby Championship 2017, il est aligné pour la troisième fois en tant que remplaçant, inscrivant une transformation lors de la défaite 37 à 15 à Port Elizabeth. De nouveau titulaire lors du retour à Salta, il inscrit cinq points, une transformation et une pénalité lors de la défaite 23 à 41 face aux Springboks. Après deux matchs, en Nouvelle-Zélande et en Australie, où Nicolás Sánchez reprend la place d'ouvreur, il retrouve les Pumas pour les deux derniers matchs à domicile face aux All blacks et aux Wallabies, deux défaites où il rentre en jeu. Pour le match de la tournée d'automne face à l'Angleterre, il est préféré à Sánchez pour le poste d'ouvreur lors d'une défaite 21 à 8. La semaine suivante, il rentre en jeu face à l'Italie, inscrivant une pénalité lors de la victoire 31 à 15 à Florence.
Lors de la cinquième journée de la saison 2018, lors d’une rencontre contre les Queensland Reds, il se blesse au genou. Bien que les ligaments ne soient pas touchés, cette blessure est suffisamment douloureuse et handicapante pour qu’il décide, en avril 2018, d’arrêter sa carrière . Son bilan sur la saison est de trois rencontres disputées, toutes en tant que remplaçant.

## Vie privée
Juan Martín Hernández est le fils de Miguel Hernández, joueur de rugby et professeur d'éducation physique. Il a une sœur, María de la Paz Hernández (en), joueuse de hockey sur gazon, qui remporte trois médailles aux Jeux olympiques, et deux médailles en Coupe du monde, dont le titre en 2002, et un frère, Nicolás, joueur au poste d'ailier puis membre de l'encadrement du club de Deportiva Francesa
Leur oncle, Patricio Hernandez, est un joueur de football évoluant au poste de meneur de jeu. Sélectionné pour la Coupe du monde 1982, il ne dispute aucune rencontre de cette compétition, le poste étant occupé par Diego Maradona.

## Style de jeu
Juan Martín Hernández est longtemps utilisé au poste d'arrière. Il revendique la possibilité de jouer au poste d'ouvreur, ce qui lui est finalement accordé lors de la saison 2006-2007 par l'entraîneur du Stade français Fabien Galthié. Lors de la Coupe du monde 2007, le sélectionneur argentin Marcelo Loffreda, lui confie également le poste de demi d'ouverture, déplaçant le titulaire du poste Felipe Contepomi au poste de centre. Après avoir disputé quelques rencontres au poste de centre avec le Racing Metro 92 lors de la saison 2013-2014, le nouveau sélectionneur argentin Daniel Hourcade le replace au poste de premier centre, poste qu'il occupe lors de sept des huit rencontres avec les Pumas qu'il dispute en 2014.
El Mago, surnom qui lui est donné lors de sa carrière au Stade français sous la direction de Galtié, a, selon Fabrice Landreau, qui l'a côtoyé en tant qu'entraîneur adjoint du Stade Français, une « lecture, une vision du jeu qui lui permettent de réussir des choses que les autres ne tentent pas ». Santiago Phelan, le sélectionneur argentin de 2008 à 2013, reconnait également sa vision du jeu, mais son intelligence de jeu. Il est ainsi extrêmement précis dans ses coups de pied, notamment dans les espaces derrière la défense, qualité redoutée par l'ouvreur All Blacks Daniel Carter. Sa vision du jeu et sa précision le conduise également à utiliser l'arme du drop.
Il est également reconnu pour sa défense, qualité que lui reconnait Phelan et qui lui offre une place de titulaire lors de la finale 2015 de la coupe d'Europe, l'entraîneur toulonnais Bernard Laporte justifiant sa titularisation pour des questions de solidité défensive, alors qu'il a l'option d'aligner Frédéric Michalak en ouvreur et Matt Giteau en premier centre.

## Palmarès

### En club
Juan Martín Hernández remporte deux titres de champion de France avec le Stade français, en 2004 face à Perpignan et 2007 face à Clermont. Avec le club parisien, il est aussi finaliste en 2005.
Toujours avec le Stade français, il est finaliste de la coupe d'Europe en 2005, face au Stade toulousain. En 2015, il remporte cette compétition avec le Rugby club toulonnais.

### En équipe nationale
Juan Martín Hernández compte 74 sélections avec l'équipe d'Argentine depuis son premier match disputé en avril 2003 lors d'une victoire 144 à 0 contre le Paraguay. Il dispute son dernier test contre l'Italie à Florence le 18 novembre 2017 lors d'une victoire 31 à 15.
Il totalise 176 points, se décomposant en 8 essais, 23 pénalités, 9 drops et 20 transformations. Il remporte 33 victoires et subit 41 défaites.
Il participe à trois éditions de la coupe du monde : en 2003, où il obtient trois sélections, face à l'Australie, la Namibie et la  Roumanie. En 2007, où l'Argentine termine à la troisième place de la compétition, il dispute six des sept rencontres, les deux face à la France, et les rencontres face à la Géorgie, l'Irlande, l'Écosse et  l'Afrique du Sud. En 2015, il dispute quatre matchs, contre la Nouvelle-Zélande, la Géorgie, la Namibie, l'Irlande et l'Australie. Il dispute un total de quatorze rencontres, inscrivant 29 points.
| Édition         | Rang  | Résultats Argentine | Résultats Hernández | Matches Hernández |
| --------------- | ----- | ------------------- | ------------------- | ----------------- |
| Australie 2003  | Poule | 2 v, 0 n, 2 d       | 2 v, 0 n, 1 d       | 3/4               |
| France 2007     | 3e    | 6 v, 0 n, 1 d       | 5 v, 0 n, 1 d       | 6/7               |
| Angleterre 2015 | 4e    | 5 v, 0 n, 2 d       | 3 v, 0 n, 2 d       | 5/7               |

Légende : v = victoire ; n = match nul ; d = défaite.
Juan Martín Hernández participe à 23 rencontres du Rugby Championships, dont le premier match des Pumas dans cette compétition lors de l'édition 2012. Il est titulaire à 20 reprises et inscrit 55 points se décomposant en douze pénalités, un drop et huit transformations. Il perd 20 rencontres et remporte trois victoires, contre l'Australie en 2014, l'Afrique du Sud en 2015 et 2016.
| Édition                 | Rang | Résultats Nouvelle-Zélande | Résultats J.M. Hernández | Matchs J.M. Hernández |
| ----------------------- | ---- | -------------------------- | ------------------------ | --------------------- |
| Rugby Championship 2012 | 4    | 0 v, 1 n, 5 d              | 0 v, 0 n, 5 d            | 5/6                   |
| Rugby Championship 2013 | 4    | 0 v, 0 n, 6 d              | 0 v, 0 n, 5 d            | 5/6                   |
| Rugby Championship 2014 | 4    | 1 v, 0 n, 5 d              | 1 v, 0 n, 3 d            | 5/6                   |
| Rugby Championship 2015 | 3    | 1 v, 0 n, 2 d              | 1 v, 0 n, 0 d            | 1/3                   |
| Rugby Championship 2016 | 4    | 1 v, 0 n, 5 d              | 1 v, 0 n, 2 d            | 3/6                   |
| Rugby Championship 2017 | 4    | 0 v, 0 n, 6 d              | 0 v, 0 n, 4 d            | 4/6                   |

Légende : v = victoire ; n = match nul ; d = défaite ; la ligne est en gras quand il n'y a aucune défaite.
Il compte également une sélection avec les Barbarians, en juin 2014, contre les Anglais.

### Distinctions personnelles
En 2007, Juan Martín Hernández  est désigné meilleur joueur du Top 14 par la LNR. Cette même année, il reçoit l'Oscar d'Or des Oscars du Midi olympique, devenant le premier étranger à recevoir cette récompense. Il se voit octroyer ce trophée une deuxième fois, lors de l'édition 2008.
Hernández est introduit en 2023 au Temple de la renommée World Rugby.